# Čëša
La Čëša (in russo Чёша?, anche Падра, Padra) è un fiume della Russia europea (Circondario Autonomo dei Nenec). Scorre nella parte meridionale della penisola di Kanin e sfocia nella baia della Čëša (mare di Barents) cui dà il nome. 
Il fiume si trova all'interno del circolo polare artico e scorre principalmente verso ovest/nord-ovest in un canale tortuoso attraverso la tundra paludosa. La lunghezza del fiume è di 61 km. È alimentato principalmente da neve e piogga. Si blocca per il ghiaccio da novembre sino a metà maggio.